# Ilaria Bianco
Ilaria Bianco (Pisa, 29 de mayo de 1980) es una deportista italiana que compitió en esgrima, especialista en la modalidad de sable.
Ganó 7 medallas en el Campeonato Mundial de Esgrima entre los años 1999 y 2005, y 14 medallas en el Campeonato Europeo de Esgrima entre los años 2000 y 2012.
Participó en dos Juegos Olímpicos de Verano, ocupando el cuarto lugar en Río de Janeiro 2016, en la prueba por equipos, y el 11.º en Pekín 2008, en la prueba individual.

## Palmarés internacional
| Campeonato Mundial | Campeonato Mundial      | Campeonato Mundial | Campeonato Mundial |
| Año                | Lugar                   | Medalla            | Prueba             |
| ------------------ | ----------------------- | ------------------ | ------------------ |
| 1999               | Seúl (Corea del Sur)    | Medalla de oro     | Sable por equipos  |
| 1999               | Seúl (Corea del Sur)    | Medalla de plata   | Sable individual   |
| 2000               | Budapest (Hungría)      | Medalla de plata   | Sable individual   |
| 2000               | Budapest (Hungría)      | Medalla de plata   | Sable por equipos  |
| 2001               | Nimes (Francia)         | Medalla de plata   | Sable individual   |
| 2003               | La Habana (Cuba)        | Medalla de oro     | Sable por equipos  |
| 2005               | Leipzig (Alemania)      | Medalla de bronce  | Sable individual   |
| Campeonato Europeo |                         |                    |                    |
| Año                | Lugar                   | Medalla            | Prueba             |
| 2000               | Funchal (Portugal)      | Medalla de bronce  | Sable por equipos  |
| 2001               | Coblenza (Alemania)     | Medalla de plata   | Sable por equipos  |
| 2001               | Coblenza (Alemania)     | Medalla de bronce  | Sable individual   |
| 2003               | Bourges (Francia)       | Medalla de oro     | Sable individual   |
| 2004               | Copenhague (Dinamarca)  | Medalla de bronce  | Sable individual   |
| 2004               | Copenhague (Dinamarca)  | Medalla de bronce  | Sable por equipos  |
| 2005               | Zalaegerszeg (Hungría)  | Medalla de bronce  | Sable individual   |
| 2006               | Esmirna (Turquía)       | Medalla de bronce  | Sable individual   |
| 2008               | Kiev (Ucrania)          | Medalla de plata   | Sable individual   |
| 2009               | Plovdiv (Bulgaria)      | Medalla de bronce  | Sable por equipos  |
| 2010               | Leipzig (Alemania)      | Medalla de bronce  | Sable individual   |
| 2010               | Leipzig (Alemania)      | Medalla de bronce  | Sable por equipos  |
| 2011               | Sheffield (Reino Unido) | Medalla de oro     | Sable por equipos  |
| 2012               | Legnano (Italia)        | Medalla de bronce  | Sable por equipos  |